# Písek (materiál)

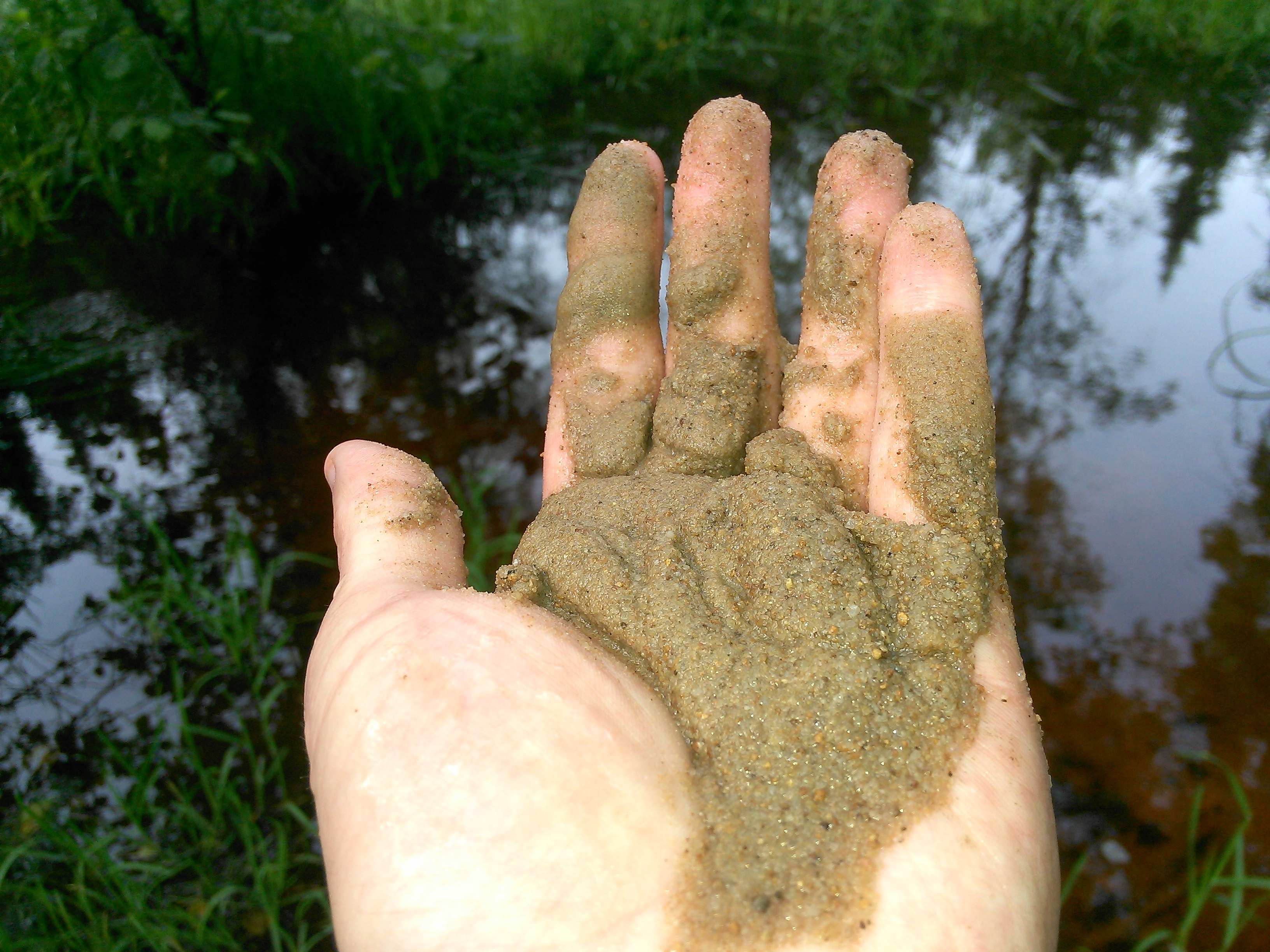
Říční písek z Bělského potoka poblíž Děčína

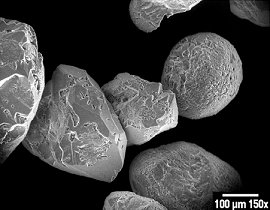
Písek pod elektronovým mikroskopem

Písek je směs drobných kamínků různého původu. Jeho hustota je závislá na vlhkosti v něm obsažené a pohybuje se přibližně od 1500 kg/m3 do 1700 kg/m3. Podle velikosti zrn se dělí do frakcí. Hlavní přínos písku je ve stavebnictví (výroba betonu), při výrobě skla a ve slévárenství. Písek se také používá jako hrací prostředek pro děti, zejména v pískovištích, kde z něj díky jeho tvárné konzistenci při spojení s vodou lze stavět různé tvary.

## Produkce a spotřeba písku
Písek se získává z mořského dna, koryt řek a podloží jezer, odkud se těží pomocí plovoucích bagrů. Největším světovým vývozcem suroviny jsou Spojené státy, největším dovozcem Singapur. Těžba písku má negativní dopady na životní prostředí v podobě prohlubování říčních koryt, pobřežní eroze a úbytků oceánské fauny, případně celých ostrovů (například v Indonésii).
Celková světová spotřeba písku dosahuje přibližně 50 miliard tun ročně, což představuje přibližně dvojnásobek množství, jež za stejnou dobu vyprodukují světově řeky. Vysoká spotřeba písku je způsobena zejména překotně rostoucí výstavbou v Číně a dalších asijských zemích. Jelikož deficit v současnosti nelze řešit využitím pouštního písku, který se pro stavební účely nehodí (jeho větrem obroušená zrnka nedrží beton pohromadě), vědci v současnosti zkoumají možnosti recyklace stavebních hmot a úpravy pouštního písku. V budoucnu tak lze očekávat, že technologie umožní využít i pouštní písek.
Nedostatek suroviny způsobil v Indii a dalších zemích vznik tzv. „písečné mafie“.

## Dělení písků
- dle velikosti zrna
  - jemnozrnný (0,05–0,25 mm)
  - středně zrnitý (0,25–0,5 mm)
  - hrubozrnný (0,5–2 mm)

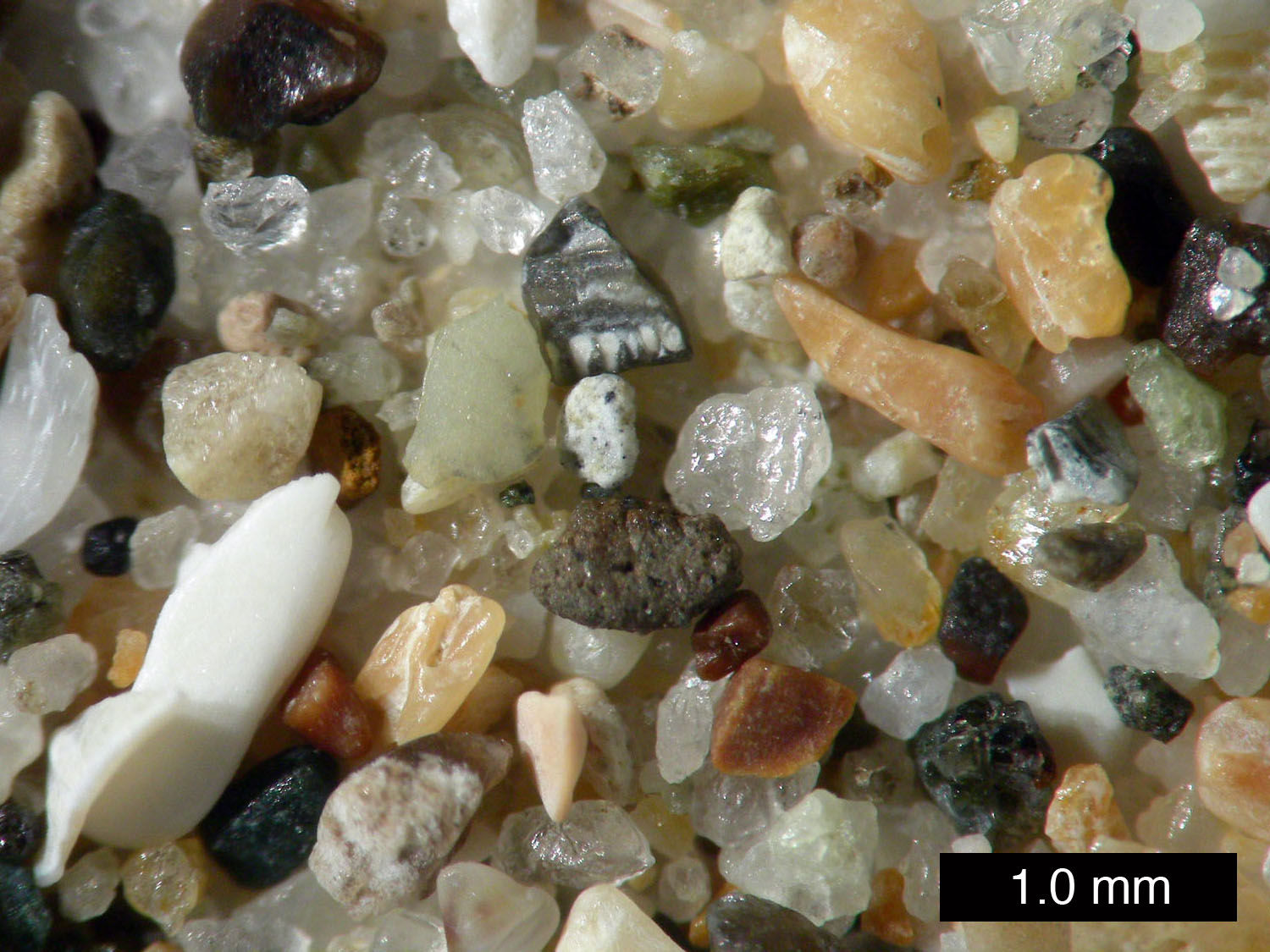
Plážový písek

- petrografické – obdobně jako u dělení pískovců
  - křemenný
  - arkózový
  - drobový
- speciální druhy
  - glaukonitový – obsahující minerál glaukonit
  - vápencový – mateřskou horninou byl vápenec
  - korálový – obsahuje úlomky korálů
  - žulový – mateřskou horninou byla žula

- dle původu

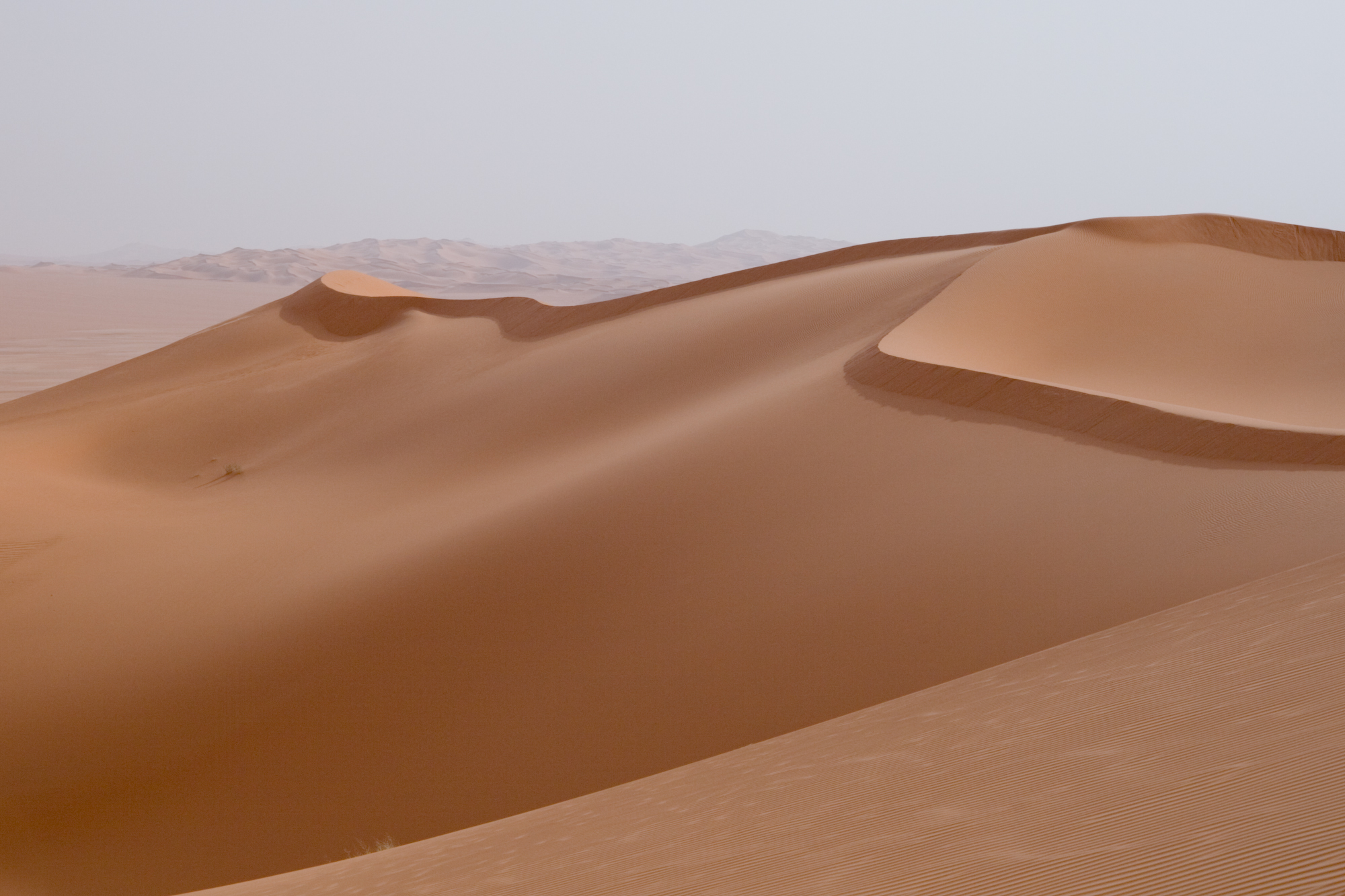
Písečné duny Sahary

  - mořský – např. plážový písek (bývá zrnitostně vytříděný)
  - jezerní – místem sedimentace byla jezera
  - říční – na říčních terasách či přímo v řečišti
  - glaciofluviální – vytvářený při sunutí ledovců
  - vátý – typický např. pouštní písek či písky u pobřeží moře
- stavební písky
  - kopaný – velmi jemný písek používaný jako přísada do malt a omítek. Je jemný a po vyschnutí má velkou tvrdost a soudržnost.
  - štěrkopísek – hrubší než kopaný písek a má také dobrou soudržnost a pevnost po vyschnutí. Používá se jako přísada do betonů.
    - říční je hrubší než kopaný a obsahuje i množství kamenů a balvanů, protože se těží z koryt řek jako naplavenina.
    - tříděný je také hrubší, ale třídí se do frakcí, z nichž nejpoužívanější je 0–4 mm

  - zásypový – kvůli svým nevyhovujícím vlastnostem se nehodí ani do betonu, ani do malty. Proto se používá k zasypávání výkopů a podobným účelům.
- technické písky
  - křemičitý (sklářský) – je složen výhradně z kamínků a zrn křemene a používá se ve sklárnách k výrobě skla.
  - slévárenský – speciální druh písku používaný zejména pří výrobě slévárenských forem pro odlévání různých strojních součástí.

## Užití
- stavebnictví – největší množství

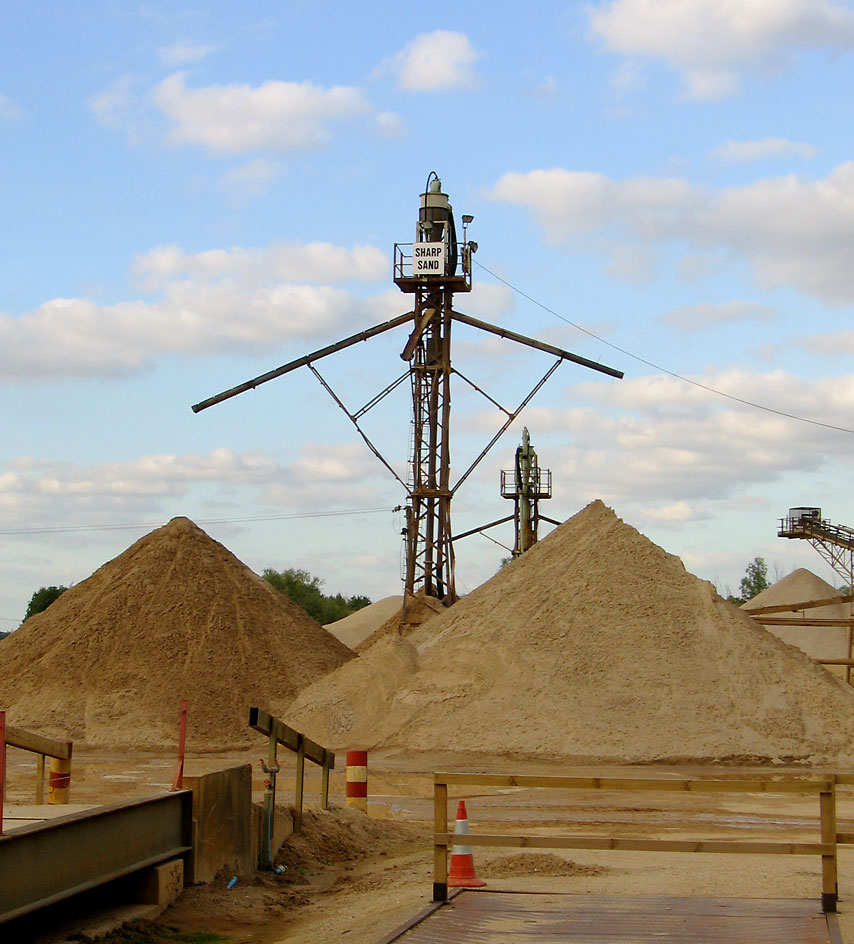
Třídící věž v pískovně

- slévárenství – formy pro kovové odlitky
- sklářství – zejména čisté křemenné písky pro výrobu křišťálového skla
- cihlářství – jako ostřící materiál
- chemický průmysl – jako filtrační materiál
- průmysl – leštící, brusný materiál

## Výskyt
- Česko
  - neogenní (mořské) písky v pásmu lemující okraj Českého masívu od Znojma po Ostravsko
  - neogenní jezerní písky v chebské pánvi, sokolovské pánvi, jihočeských pánvích (třeboňská, budějovická) a žitavské pánvi
  - glaciofluviální písky v severních Čechách a ve Slezsku (Opavsko, Osoblažsko, Krnovsko)
  - říční písek v terasách a korytech řek Labe, Vltava, Morava, Jizera apod.
  - váté písky v okolí řeky Labe a dolního toku Moravy (materiál pochází většinou z říčních teras)
  - reziduální písky (zvětralé pískovce) v Českém ráji či okolí Blanska